# Sarıçam, Adana
Sarıçam là một huyện thuộc tỉnh Adana, Thổ Nhĩ Kỳ..